# Условни наименования на НАТО за техниката
Условните наименования, използвани от НАТО за означаване на въоръжението и военната техника, произведени в СССР и Китай, всъщност са кодови наименования. Въведени са в употреба, за да улеснят комуникацията между военни единици, говорещи на различни езици, а също и за да заместят оригиналното име, когато то не е известно.
Условните наименования на самолетите са определени от Комисията по авиостандартизация и координация (Air Standardization Coordinating Committee – ASCC) в която влизат Австралия, Великобритания, Канада, Нова Зеландия и САЩ.

## Описание на системата
Всички самолети и хеликоптери се обозначават с една дума. В зависимост от вида на самолета думата започва с определена буква, характеризираща в общи линии предназначението на самолета (напр. В от английски език bombarder – бомбардировач). Самолетите с витлови двигатели са обозначени с едносрична дума („Bear“), а самолетите с реактивни двигатели – с двусрична дума (напр. „Backfire“). По същия начин се обозначават и ракетите, но при тях дължината на думата не е определена.
Кодови букви:
- A – ракета „въздух-въздух“
- B – самолет бомбардировач
- C – транспортен самолет
- F – самолет изтребител
- G – ракета „земя-въздух“ (вкл. антибалистичните ракети)
- H – хеликоптер
- K – ракета „въздух-земя“
- M – смесена (всички самолети, които не са включени в друга категория)
- S – ракета „земя-земя“

Различните модификации се обозначават по няколко начина:
- като към основното условно наименование се прибавя допълнителна буква от латинската азбука – например: „Bear-A“. Буквите „I“ и „O“ не се използват.
- при малки промени в основния модел се използва обозначението „Mod.“ и цифров индекс с римски цифри – например: „Bear-F Mod.IV“.
- с прибавяне на думата „Modified“, но са известни само два такива случая – „Badger-C Modified“ и „Badger-G Modified“.
- с прибавяне на цифрови суфикси – например: „Fulcrum-A2“ или „Foxbat-B5“.
- с прибавяне на думата „variant n“, където n започва от 1, напр. „Flanker-E variant 1“ and „Flanker-E variant 2“.
Първоначално условните наименования са използвани само за съветска военна техника и въоръжение, но по-късно започват да се използват и за китайската военна техника и въоръжение.

### Други системи
- Самолети

Системата за условно обозначаване на самолетите, произведени в СССР, на американското Министерство на отбраната е съвсем различна от използваната в НАТО. Условното обозначение се състои от думата „Type“ и числов индекс, напр. „Type 39“ за „Туполев Ту-16“. Системата е отменена през 1953 г. поради очевидната ѝ неприложимост.
- Ракети

Американското Министерство на отбраната е разширило условните наименования, използвани от НАТО. Системата се различава значително от използваната в НАТО. Състои се от буквен код и пореден номер на модела.
Кодови букви:
- AA – ракета „въздух-въздух“ (англ. „Air-to-air missiles“)
- ABM – антибалистична ракета (англ. „Anti-Ballistic Missiles“)
- AS – ракета „въздух-земя“ (англ. „Air-to-Surface Missiles“)
- AT – противотанкова ракета (англ. „Anti-Tank Missiles“)
- FRAS – неуправляема ракета за борба с ПЛ (англ. „Free Rocket Anti-Submarine“)
- FROG – неуправляема тактическа ракета (англ. „Free Rocket Over Ground“)
- SA – ракета „земя-въздух“ (англ. „Surface-to-Air Missiles“)
- SA-N – ракета „кораб-въздух“ (англ. „Naval Surface-to-Air Missiles“)
- SL – космическа ракета(англ. „Space Launcher“)
- SS – ракета „земя-земя“ (англ. „Surface-to-Surface Missiles“)
- SSC – ракета „земя-земя“ (англ. „Surface-to-Surface Missiles“) (ВМС и Брегова охрана) (Navy, Coastal Defence)
- SS-N – ракета „кораб-кораб“ (англ. „Naval Surface-to-Surface Missiles“)
- SUW-N – ракета „кораб-ПЛ“ (англ. „SUW-N – Naval Surface-to-Underwater Missiles“)

От 1962 г. за обозначаване на експериментални ракети се използва буквата „Х“. Например: „SS-X-10“ и „SS-NX-25“.
За обозначаване на китайската техника и въоръжение се използва същата система, като пред съкращението се поставя допълнителна буква „С“. Например „CSS-5“, „CSS-NX-5“ и т.н.

## Списъци на условните обозначения в НАТО

### Ракети
- Ракети „въздух-въздух“ (имената започват с буква A)
- Ракети „въздух-земя“ (имената започват с буква K)
- Противотанкови ракети (имената започват с буква S)
- Ракети „земя-въздух“ (имената започват с буква G, включват ракети изстрелвани от кораби и подводници)
- Ракети „земя-земя“ (имената започват с буква S, включват ракети изстрелвани от кораби и подводници)

### Самолети
- Бомбардировачи (имената започват с буква B)
- Изтребители (имената започват с буква F)
- Хеликоптери (имената започват с буква H)
- Транспортни самолети (имената започват с буква C)
- Други самолети (имената започват с буква M)

### Подводни лодки
- Подводници с балистични ракети
- Подводници с управляеми ракети
- Атакуващи и експеиментални подводни лодки